# Maria Janyska
Maria Małgorzata Janyska z domu Chojcan (ur. 16 stycznia 1962 w Wyrzysku) – polska polityk, ekonomistka i urzędniczka samorządowa, posłanka na Sejm VII, VIII, IX i X kadencji (od 2011).

## Życiorys
Absolwentka liceum ogólnokształcącego w Łobżenicy. Ukończyła następnie ekonomię na Akademii Ekonomicznej w Poznaniu. Odbyła także studia podyplomowe z zakresu rachunkowości. Od 1985 pracowała w administracji publicznej, początkowo w urzędzie wojewódzkim w Pile i w urzędzie miasta w Czarnkowie. W latach 1989–1990 pełniła funkcję kierownika rejonowego biura pracy, następnie objęła stanowisko sekretarza miasta w Czarnkowie. Funkcję tę pełniła do 2001, przy czym w latach 1996–1998 była zastępcą burmistrza tej miejscowości. Od 2001 pełniła funkcję sekretarza gminy Tarnowo Podgórne. W 2007 przeszła do pracy w biznesie, została dyrektorem w przedsiębiorstwie poligraficznym.
W latach 1998–2002 zasiadała w radzie powiatu czarnkowsko-trzcianeckiego I kadencji. W 2001 bez powodzenia kandydowała do Sejmu z ramienia Platformy Obywatelskiej. Do samorządu terytorialnego powróciła w 2010, kiedy to w wyborach samorządowych wybrano ją do sejmiku wielkopolskiego.
W lutym 2011 ubiegała się o mandat senatora w wyborach uzupełniających rozpisanych po wyborze Piotra Głowskiego na prezydenta Piły. W głosowaniu zajęła drugie miejsce, przegrywając z Henrykiem Stokłosą. W październiku tego samego roku wystartowała w wyborach parlamentarnych, otrzymała 12 132 głosy, zdobywając tym samym mandat poselski z listy PO w okręgu pilskim.
W 2015 z powodzeniem ubiegała się o poselską reelekcję (dostała 21 700 głosów). W Sejmie VIII kadencji została zastępcynią przewodniczącego Komisji Nadzwyczajnej do spraw deregulacji i członkinią Komisji Administracji i Spraw Wewnętrznych oraz Komisji Gospodarki i Rozwoju. W wyborach w 2019 i 2023 ponownie uzyskiwała mandat poselski, kandydując z ramienia Koalicji Obywatelskiej i otrzymując odpowiednio 30 783 głosy oraz 23 592 głosy. W IX kadencji była wiceprzewodniczącą Komisji Gospodarki i Rozwoju, a w X kadencji została wiceprzewodniczącą Komisji Administracji i Spraw Wewnętrznych. W grudniu 2023 powołana w skład komisji śledczej ds. afery wizowej, w czerwcu 2024 została zastępczynią przewodniczącego tej komisji.

## Wyniki w wyborach ogólnopolskich
| Wybory | Komitet wyborczy   | Komitet wyborczy      | Organ            | Okręg            | Wynik          |
| ------ | ------------------ | --------------------- | ---------------- | ---------------- | -------------- |
| 2001   |                    | Platforma Obywatelska | Sejm IV kadencji | nr 38            | 545 (0,21%)    |
| 2011   | Senat VII kadencji | Platforma Obywatelska | nr 37            | 11 156 (29,57%)  |                |
| 2011   | Sejm VII kadencji  | Platforma Obywatelska | nr 38            | 12 132 (4,67%)   |                |
| 2015   | Sejm VIII kadencji | Platforma Obywatelska | nr 38            | 21 700 (8,03%)   |                |
| 2019   |                    | Koalicja Obywatelska  | nr 38            | Sejm IX kadencji | 30 783 (8,82%) |
| 2023   | Sejm X kadencji    | Koalicja Obywatelska  | nr 38            | 23 592 (5,71%)   |                |

## Życie prywatne
Mężatka, ma córkę i syna.